# Matthias Jabs
Matthias Jabs (né le 25 octobre 1955 à Hanovre, en Allemagne) est un guitariste allemand membre du groupe de hard rock allemand Scorpions.

## Biographie
Avant de rejoindre Scorpions Matthias a fait partie de deux groupes rock basés en sa ville natale, Hanovre, nommés Lady et Fargo.

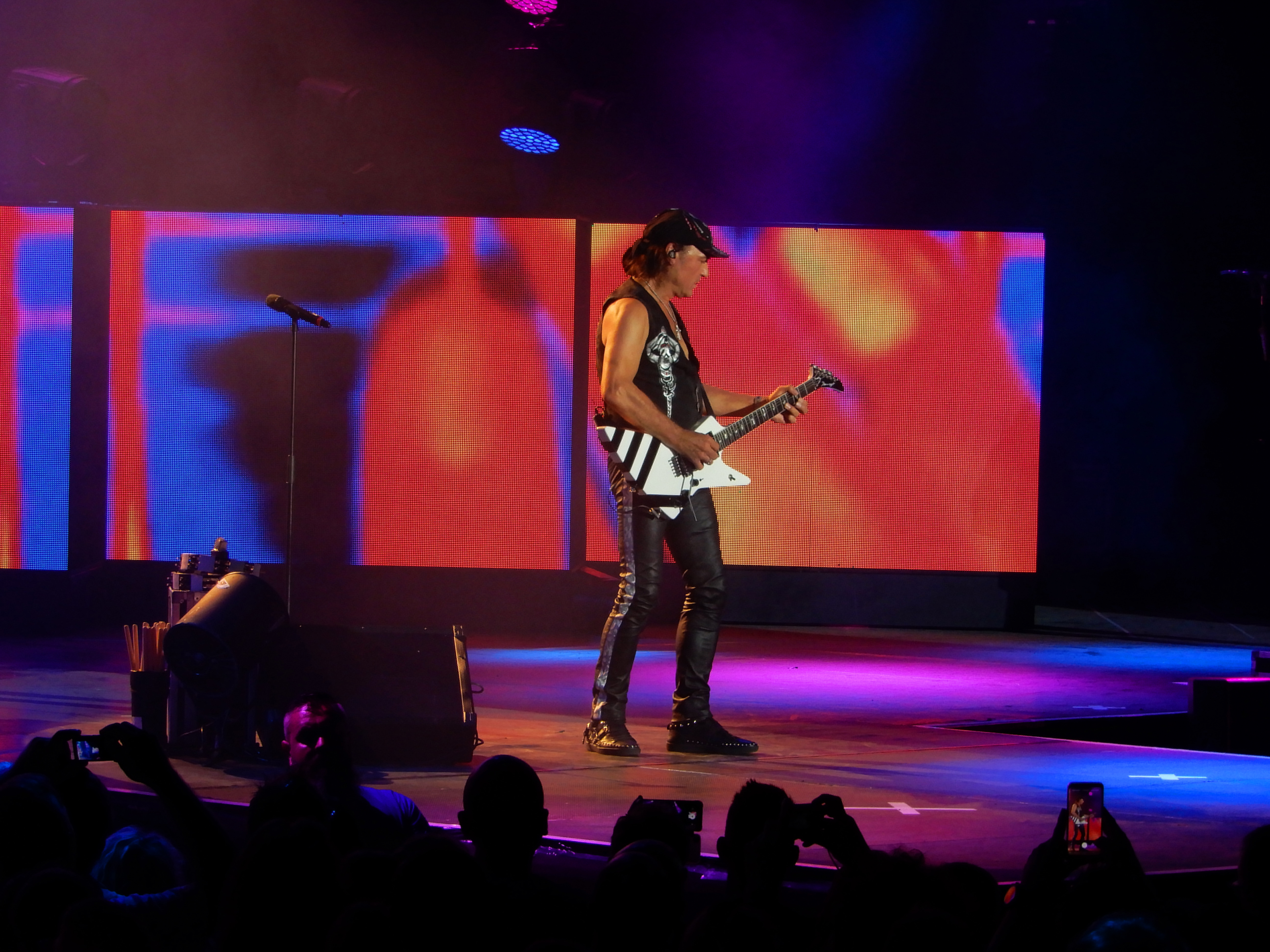
En concert à Colmar en 2018.

Il rejoint Scorpions en 1979 (en remplacement de Uli Jon Roth qui a quitté le groupe l'année précédente) dont il est le guitariste soliste. Il a été auditionné puis recruté par les Scorpions à Hanovre, ville natale aussi bien de Klaus Meine que de Rudolf Schenker, alors que ces derniers revenaient tout juste de Londres où ils avaient auditionné plus de 140 guitaristes sans parvenir à trouver le remplaçant de Roth. Mais Jabs à peine recruté faillit perdre sa place au sein du groupe lorsque Michael Schenker, ex-guitariste prodige des premières années des Scorpions, revient proposer ses services. Il enregistre même quatre des chansons du nouvel album Lovedrive. Mais Matthias retrouve définitivement sa place de guitariste soliste quand Michael Schenker, après quelques concerts européens, ne quitte le groupe pour entamer une carrière solo. Depuis, Jabs n'a jamais quitté Scorpions.
Son habileté, sa rapidité et son jeu à la guitare ont grandement contribué à créer le son qui a fait de Scorpions un des groupes de rock les plus populaires au monde dans les années 1980.
Il a fondé son propre magasin d'instruments de musique à Munich "MJ guitars" et son site web dédié mjguitars.de

## Instruments

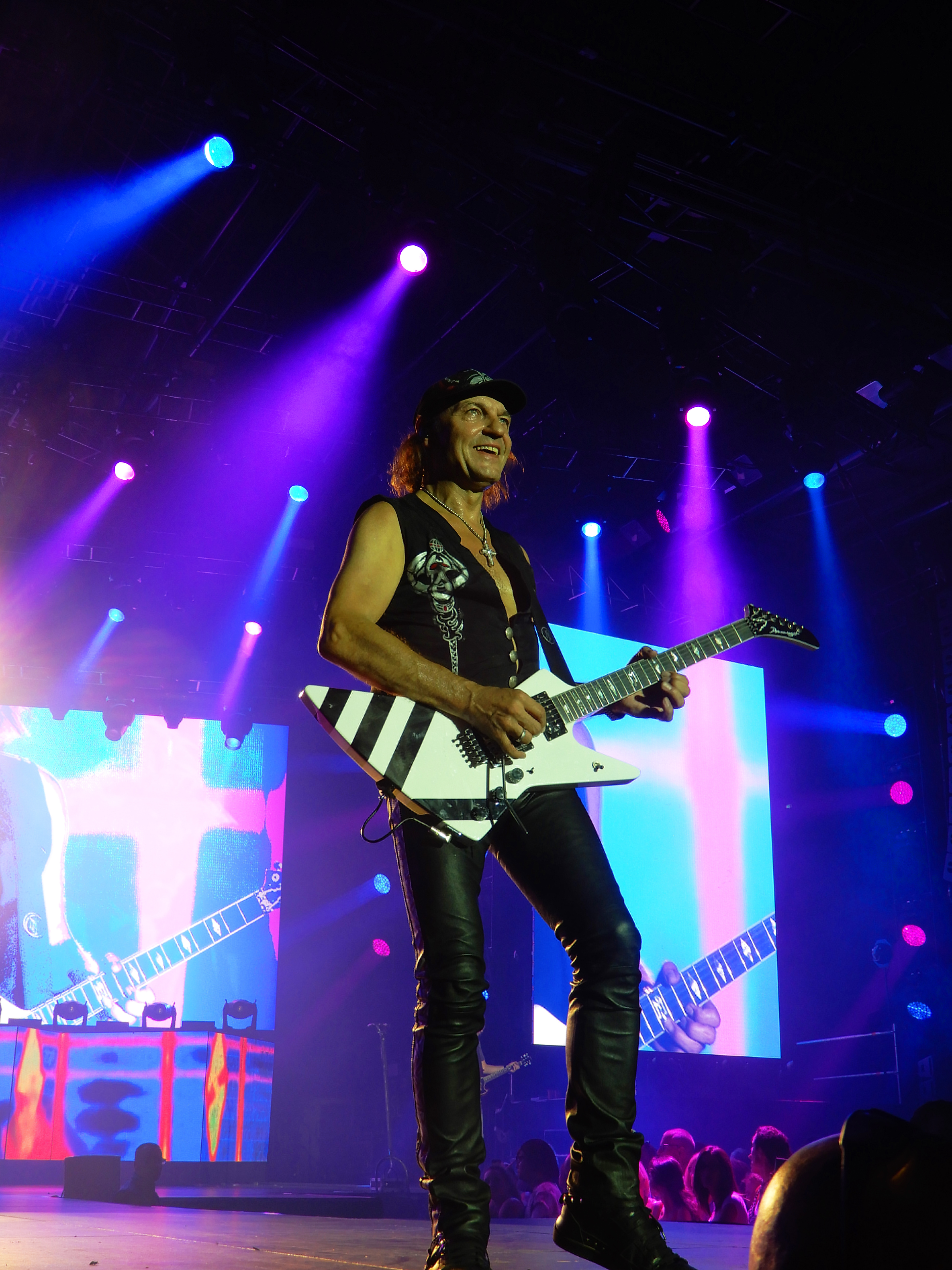
Matthias Jabs (Scorpions) à Rennes en juin 2018.

Matthias Jabs est connu pour son utilisation de guitares Gibson Explorer dont un modèle appelé l'Explorer 90 a été spécialement conçu pour lui. Une Fender Stratocaster portant son nom (la "Jabocaster") a aussi été créée. Il joue aussi tout comme Rudolf Schenker sur des guitares Dommenget dont l'une de ces signatures fait 20 000 € — toutefois, contrairement aux guitares Dommenget utilisées par Rudolf Schenker qui s'inspirent de la Gibson Flying V, celles de Matthias Jabs reprennent la forme de la Gibson Explorer. Durant une partie des années 1980 Matthias utilisait une Fender Stratocaster noire de 1963-64 appelée sa trouble guitar qui avait un trémolo Floyd Rose et un pickup Bill Lawrence L90. Il l'utilisait pour toutes les chansons nécessitant un trémolo comme Blackout. Jabs est aussi célèbre pour l'utilisation de la talkbox qu'il fait sur plusieurs chansons comme The Zoo, Money and Fame, Media Overkill ou encore Raised on Rock. En 2010, la marque Cort réalise deux modèles signature Garage1 et Garage2 selon un cahier de charge très strict déterminé par le guitariste. La particularité la plus frappante de ces instruments est l'inclinaison des micros, c'est de cette caractéristique que vient le son actuel du guitariste.

## Discographie avec Scorpions
- Lovedrive (1979) #55 US, #36 UKMatthias Jabs au Zénith de Clermont-Ferrand en juillet 2022

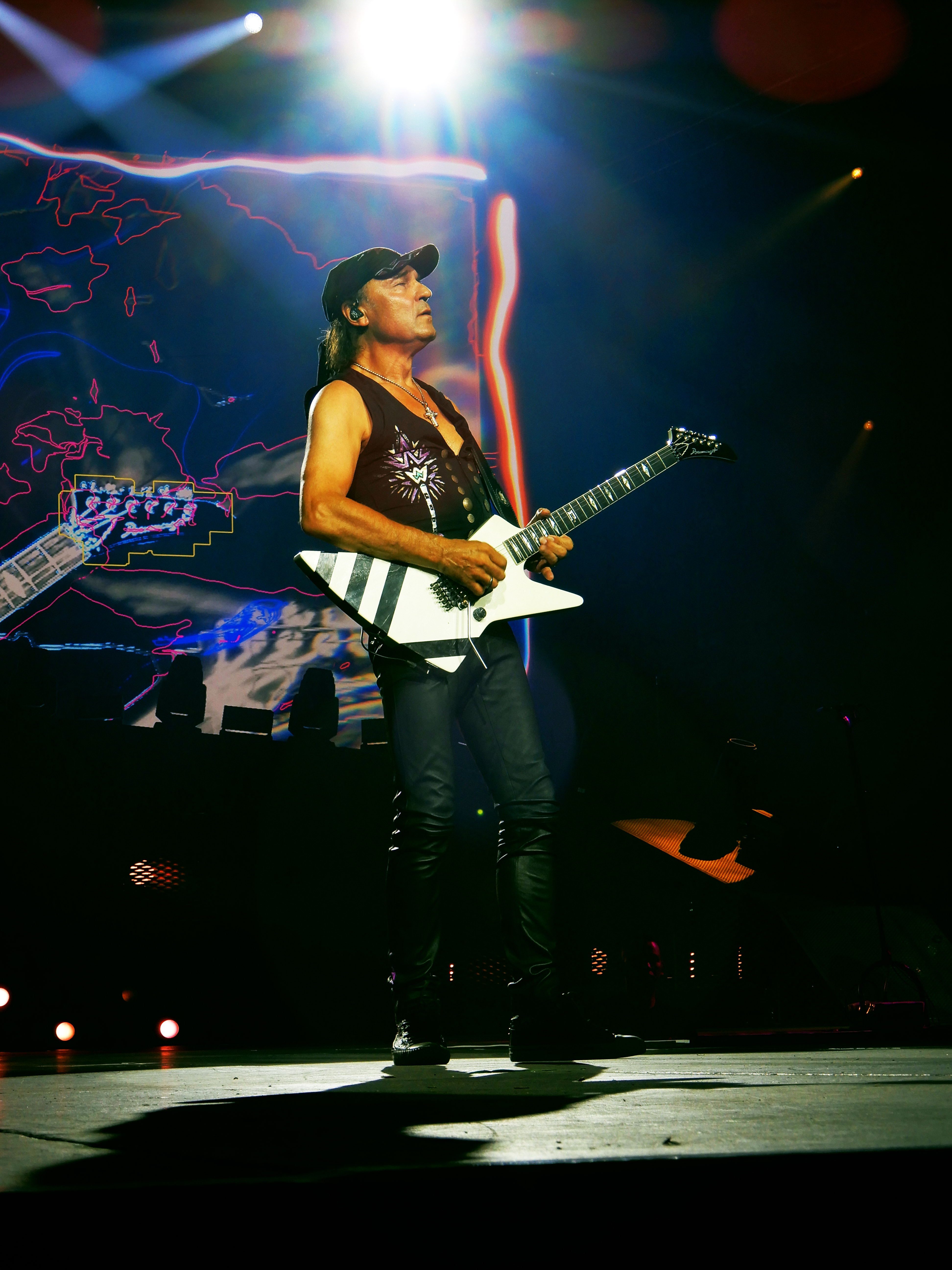
Matthias Jabs au Zénith de Clermont-Ferrand en juillet 2022

- Animal Magnetism (1980) #52 US, #23 UK
- Blackout (1982) #10 US, #11 UK
- Love at First Sting (1984) #6 US, #17 UK
- World Wide Live (live) (1985) #14 US # UK
- Savage Amusement (1988) #5 US, #18 UK
- Crazy World (1990) #21 US, #27 UK
- Face the Heat (1993) #24 US, #51 UK
- Live Bites (live) (1995)
- Pure Instinct (1996) #99 US
- Eye II Eye (1999)
- Moment of Glory (live) (2000)
- Acoustica (live) (2001)
- Unbreakable (2004)
- Humanity - Hour 1 (2007) #63 US
- Sting in the Tail (2010)
- Comeblack (2011)
- Return to Forever (2015)
- Rock Believer (2022)

## Littérature
- Matthias Blazek: Das niedersächsische Bandkompendium 1963–2003 – Daten und Fakten von 100 Rockgruppen aus Niedersachsen. Celle 2006, p. 8–9  (ISBN 978-3-00-018947-0)